# Plan national de développement du Togo 2018-2022
Le Plan national de développement (PND) est un document stratégique quinquennal couvrant la période 2018-2022, lancé par le Président togolais Faure Gnassingbé, qui vise à transformer structurellement l’économie togolaise.

## Historique

### Adoption du plan
Adopté par le gouvernement togolais le vendredi 3 août 2018, le Plan National de Développement est un document stratégique quinquennal couvrant la période 2018-2022 qui vise à transformer structurellement l’économie togolaise. Doté d'une enveloppe estimée à 4 622 milliards de francs CFA (7 milliards d'euros). Ce plan tire ses fondements de la SCAPE — Stratégie de croissance accélérée et de promotion de l'emploi mise en œuvre entre 2013 et 2017 — qui avait permis au Togo d'amorcer des transformations économiques profondes et d’enregistrer une croissance moyenne de 5,6 % contre un taux moyen de 3,9 % sur la période 2007-2013. D’après les projections, l’effet de ce plan permettrait au Togo de créer au moins 500 000 emplois et d’accroître le revenu par tête de 9,7 %.
Le plan est officiellement lancé en mars 2019,.

### Évolution
En 2019, le projet est consolidé en y intégrant une part d'intelligence économique et en diversifiant les sources de financement. Cette même année, le plan est entre autres financé par la Banque mondiale (21 %), la banque d'exportation et d'importation de Chine (12 %), l'Union européenne, l'Allemagne, le Japon, la Banque ouest-africaine de développement et l'Agence française de développement. Il est également prévu de faire participer la diaspora togolaise au projet.
En 2020, il est estimé que 200 000 emplois ont été créés directement ou indirectement grâce au PND d'après Christian Trimua, porte-parole du gouvernement. L'entreprenariat féminin est encouragé, avec 27 % en plus d'entreprises créées par des femmes entre 2018 et 2020. La création d'emplois est toutefois freinée par la pandémie de Covid-19.
Le financement du plan pose toutefois problème en période de crise sanitaire, notamment en ce qui concerne la modernisation d'infrastructures. Le plan est donc repensé et adapté à la situation. Les objectifs de croissance sont revus à la baisse pour l'année 2020 et le gouvernement se tourne davantage vers la création d'emplois et de produits de valeur, particulièrement dans les domaines agricole et industriel. L'accent est également mis sur le développement social plus qu'économique (éducation et santé). Deux lois sont adoptées pour pallier le manque de fonds : l'adhésion du pays aux statuts de la banque asiatique d'investissement pour les infrastructures (AIIB) et à l'accord portant établissement de la société Africa Finance Corporation (AFC). Une nouvelle feuille de route gouvernementale 2020-2025 est adoptée en complément du PND en raison de la pandémie.

## Programme
Le PND a pour objectif d'instaurer une croissance économique pérenne. Pour ce faire, il se base sur trois « axes stratégiques » : 
- La mise en place d'un hub logistique et d'un centre d'affaires de premier ordre en Afrique de l'Ouest (éventuellement via l'utilisation de cryptomonnaies[16]) ;
- Le développement de pôles de transformation agricole, manufacturiers et d'industries extractives, avec en vue la baisse de l'incidence de la pauvreté de 44 %[17] ;
- Le renforcement du développement social et de l'inclusivité[17].

## Bilan
Du côté du développement humain, le programme Wezou (août 2021) a permis la prise en charge de 70 000 accouchements. De plus, deux projets d'électrification des milieux ruraux ont pris vie : Cizo et Tinga, qui permet à 33 000 foyers d'avoir accès à l'électricité pour 1 000 francs CFA au lieu de 100 000.
En matière d'emploi, 35 000 postes ont été créés directement ou indirectement après la création de la plateforme industrielle d'Adétikopé, principalement destinés aux jeunes et aux femmes. 3 000 coopératives agricoles ont été soutenues financièrement et plus de 18 milliards de francs CFA ont été accordés à de jeunes entrepreneurs au travers du projet d'appui à l'employabilité et à l'insertion des jeunes dans les secteurs porteurs (PAEIJ-SP).